# ۱۳۵۴ (قمری)
۱۳۵۴ (قمری)، هزار و سیصد و پنجاه و چهارمین سال در گاهشماری هجری قمری است. اول محرم این سال برابر با پنجم آوریل سال ۱۹۳۵ میلادی است.

## زادگان
- سید محمدحسین فضل‌الله
- ملک حسین
- سلمان بن عبدالعزیز آل سعود
- سید محمدسعید حکیم

## درگذشتگان
- ابراهیم هنانو
- سید حسن صدر
- جمیل صدقی زهاوی
- محمد رشید رضا